# هرما تسابو
هرما تسابو (انگلیسی: Herma Szabo؛ ۲۲ فوریهٔ ۱۹۰۲ – ۷ مهٔ ۱۹۸۶) اسکیت‌باز نمایشی اهل اتریش بود.